# سكوت إيفانز (لاعب اللاكروس)
سكوت إيفانز هو لاعب اللاكروس كندي، ولد في 27 يوليو 1981 في بيتيربوروغ في كندا.